# Winfried Löffler (Philosoph)

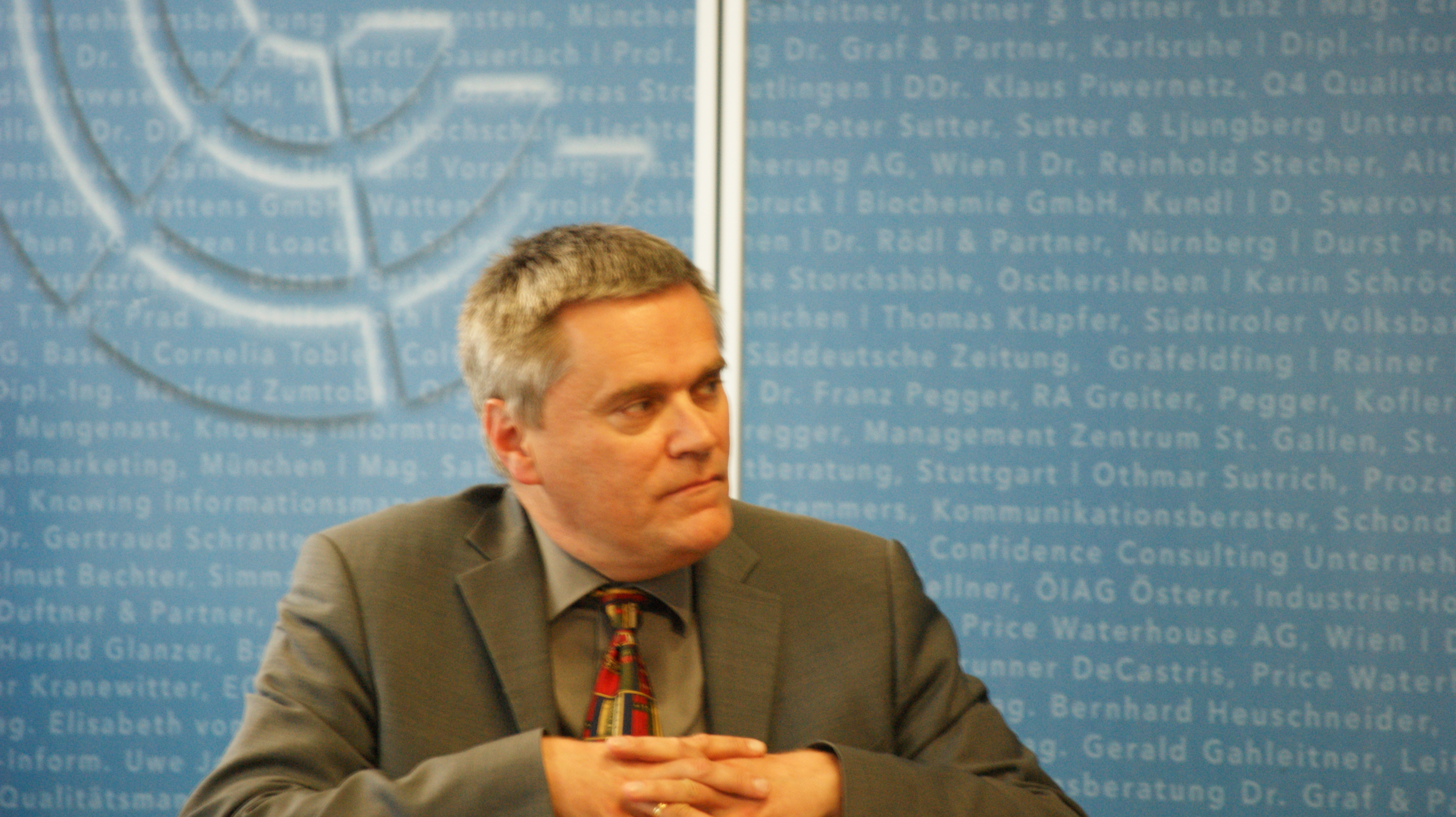
Winfried Löffler bei einer Veranstaltung am Management Center Innsbruck (MCI) 2019

Winfried Löffler (* 1965 in Innsbruck) ist ein österreichischer Philosoph; seine Arbeitsschwerpunkte sind Wissenschaftstheorie, Logik, Religionsphilosophie, Politische Philosophie sowie die Philosophie von Bernard Bolzano.

## Leben
Löffler studierte Philosophie, Rechtswissenschaften und katholische Theologie an der Universität Innsbruck, promovierte 1991 in Rechtswissenschaften, 1995 in Philosophie und habilitierte sich 2004 an der Hochschule für Philosophie München. Seit 2005 ist Löffler außerordentlicher Universitätsprofessor am Institut für Christliche Philosophie der Universität Innsbruck. Er ist Mitherausgeber der Buchreihe Beiträge zur Bolzano-Forschung. Neben seiner Lehrtätigkeit in Innsbruck unterrichtet Löffler auch regelmäßig an der Fakultät für Philosophie und Religionswissenschaft der Universität Zagreb und der Philosophisch-Theologischen Hochschule Brixen.
In den Jahren 2003 (gemeinsam mit Paul Weingartner) und 2011 (gemeinsam mit Christoph Jäger) war Löffler wissenschaftlicher Organisator des Internationalen Ludwig-Wittgenstein-Symposiums in Kirchberg am Wechsel.
2017–2021 leitet Löffler das FWF-Projekt P29994 "Critical Edition of František Príhonský's Manuscript on David Friedrich Strauss", das die kommentierte Edition eines umfangreichen Nachlassmanuskripts des Bolzano-Schülers František Príhonský aus den frühen 1840er Jahren zum Gegenstand hat. Derzeit ist Löffler Innsbrucker Projektleiter des Euregio-Science-Fund-Projekts "Resilient Beliefs: Religion and Beyond".
Löffler ist Herausgeber der Buchreihe Beiträge zur Bolzano-Forschung (gemeinsam mit Otto Neumaier) sowie Mitglied der Editorial/Advisory/Scientific Boards der Zeitschriften Acta Analytica, Diacovensia, Meinong-Studien, Metaphysica und Philosophisches Jahrbuch. Von 1996 bis 1998 war Löffler Generalsekretär der Österreichischen Gesellschaft für Philosophie (zu seinen Aufgaben gehörte die Organisation des 5. ÖGP-Kongresses 1998 in Innsbruck) und von 1998 bis 2000 sowie 2002–2004 deren Erster Vizepräsident. Nach 2006–2016 fungiert er seit 2020 wieder als Präsident der Österreichischen Gesellschaft für Religionsphilosophie.

## Werke (Auswahl)

### Bücher (Auswahl)
- Einführung in die Religionsphilosophie, Darmstadt 3. Auflage 2019
- Philosophische Gotteslehre (Theologie im Fernkurs. Aufbaukurs 3), Würzburg 2. Auflage 2021
- Einführung in die Logik, (Grundkurs Philosophie 18), Stuttgart 2008
- Notwendigkeit, S5 und Gott. Das ontologische Argument für die Existenz Gottes in der zeitgenössischen Modallogik. Münster - Hamburg - London 2000
- Der Personbegriff bei Peter Strawson (Diplomarbeit), Innsbruck 1992
- Wahrscheinlichkeitargumente für die Existenz Gottes: Brentano und Swinburne (Dissertation), Innsbruck 1995
- (Hrsg., mit Christoph Jäger:) Epistemology: Contexts, Values, Disagreement  (Publications of the Austrian Ludwig Wittgenstein Society. New Series, 19). Heusenstamm: Ontos 2012
- (Hrsg., mit Christian Kanzian und Josef Quitterer:) The Ways Things Are. Studies in Ontology (Philosophical Analysis 44). Heusenstamm 2011
- (Hrsg.) Metaphysische Integration. Essays zur Philosophie von Otto Muck. Frankfurt u. a. 2010
- (Hrsg., mit Paul Weingartner:) Knowledge and Belief / Wissen und Glauben. Wien 2004
- (Hrsg.) Bernard Bolzanos Religionsphilosophie und Theologie. St. Augustin 2002

### Auswahl neuerer Aufsätze
- Metaphysik und Geltung, in: H.-J. Höhn, S. Wendel, G. Reimann, J. Tappen (Hrsg.), Analytische und Kontinentale Theologie im Dialog (= Quaestiones Disputatae 314), Freiburg u. a. 2021, 86–117.
- Artikel: Positivismus; Säkularisierung: I., in: H. Oberreuter (Hrsg.), Görres Staatslexikon, Band 4, 8. Auflage, Freiburg 2020, 935–938 bzw. 1518–1521.
- Der Vernunftbezug der Theologie. Ein europäisches Erbe und seine Gefährdungen, in: ET-Studies 11 (2020), 3–23. doi:10.2143/ETS.11.1.3287650
- Secular Reasons for Confessional Religious Education in Public Schools, in: Dædalus, the Journal of the American Academy of Arts & Sciences 149/3 (Summer 2020), 119–134. DOI:10.1162/daed a 01807
- Hodnota interdisciplinarity (Der Wert der Interdisziplinarität, ins Slowakische übersetzt von A. Zhorelický), in: M. Szapuová, M. Nuhlíček, M. Chabada (Hrsg.), Veda, spoločnost', hodnoty (Wissenschaft, Gesellschaft, Werte), Bratislava: Univerzita Komenského 2019, 56–72.
- Argumente für die Existenz Gottes: Struktur und Anliegen, in: K. Viertbauer / G. Gasser (Hrsg.), Handbuch Analytische Religionsphilosophie, Stuttgart: Metzler 2019, 91–109.
- Artikel: Konstruktivismus - I. Philosophisch; Kritischer Rationalismus, in: H. Oberreuter (Hrsg.), Görres Staatslexikon, Band 3, 8. Auflage, Freiburg: Herder, 1016–1020 bzw. 1157–1161.
- Analytische Philosophie und Theologie, in: M. Blay u. a. (Hrsg.), "Stets zu Diensten? "Welche Philosophie braucht die Theologie heute?  Münster: Aschendorff 2019, 199–227.
- (Gemeinsam mit Christian Tapp): Religion und Erkenntnis, in: M. Grajner / G. Melchior (Hrsg.), Handbuch Erkenntnistheorie, Stuttgart: Metzler 2019, 427–434 (gemeinsam mit Christian Tapp).
- Weltbildsätze: Nicht beweisbar, aber auch nicht irrational, in:   R. Jaster / P. Schulte (Hrsg.), Glaube und Rationalität. Gibt es gute Gründe für den (A)theismus? , Paderborn: mentis 2019, 79–104.
- Ima li filozofija još neko značenje za današnje vrijeme? (Hat die Philosophie noch eine Bedeutung für die heutige Zeit? Üs. ins Kroatische von D. Volk, I.Šestak und M. Steiner). In: Obnovljeni život, 2018, 73 (4), 435–438.
- Religious Beliefs as World-View Beliefs, in: European Journal for Philosophy of Religion 10/3 (2018), 7–25.
- Multiple Religious Belonging: A Logico-Philosophical Approach, in: C. de Florio / A. Giordani (eds.), From Arithmetic to Metaphysics. A Path through Philosophical Logic. Berlin / Boston: De Gruyter 2018, 241–260.
- Menschenrechte – Erosion einer Idee? In: Zeitschrift für Menschenrechte / Journal for Human Rights 11 (2017), 188–196.